# Mont Ceint, mont Béas, tourbière de Bernadouze
Mont Ceint, mont Béas, tourbière de Bernadouze este o arie protejată (sit de importanță comunitară — SCI) din Franța întinsă pe o suprafață de 2.218 ha, integral pe uscat.

## Localizare
Centrul sitului Mont Ceint, mont Béas, tourbière de Bernadouze este situat la coordonatele 42°47′40″N 1°24′00″E / 42.7944°N 1.4°E.

## Înființare
Situl Mont Ceint, mont Béas, tourbière de Bernadouze a fost declarat arie specială de conservare în baza directivei 92/43 din 1992 referitoare la conservarea habitatelor naturale și a faunei și florei sălbatice pentru a proteja 10 specii de animale.

## Biodiversitate
Situată în ecoregiunea alpină, aria protejată conține 18 habitate naturale: Pajiști uscate europene, Pajiști alpine și boreale, Pajiști alpine și subalpine calcaroase, Liziere de ierburi înalte hidrofile de câmpie și de nivel montan până la alpin, Turbării active, Mlaștini turboase de tranziție și turbării mișcătoare, Pante stâncoase calcaroase cu vegetație casmofită, Peșteri inaccesibile publicului, Formațiuni de Juniperus communis pe lande sau pajiști calcaroase, Formațiuni ierboase bogate în specii de Nardus, dezvoltate pe substraturi silicioase în zone montane (și în zone submontane, în Europa continentală), Pajiști cu Molinia pe soluri calcaroase, turboase sau argilos-nămoloase (Molinion caeruleae), Păduri de fag acidofile atlantice, cu subarboret de Ilex și, uneori, de asemenea, Taxus, la nivelul arbuștilor (Quercion robori-petraeae sau Ilici-Fagenion), Păduri de fag din Europa Centrală dezvoltate pe sol calcaros cu Cephalanthero-Fagion, Pajiști uscate seminaturale și facies de acoperire cu tufișuri pe substraturi calcaroase (Festuco-Brometalia) (* situri importante pentru orhidee), Grohotișuri termofile și vest-mediteraneene, Lacuri și iazuri distrofice naturale, Fânețe montane, Păduri montane și subalpine de Pinus uncinata (* dezvoltate pe substrat gipsos sau calcaros).
La baza desemnării sitului se află mai multe specii protejate:
- mamifere (9): liliac cârn (Barbastella barbastellus), Galemys pyrenaicus, liliac cu aripi lungi (Miniopterus schreibersii), liliac cu urechi de șoarece (Myotis blythii), liliac cărămiziu (Myotis emarginatus), liliac comun (Myotis myotis), liliacul mediteranean cu potcoavă (Rhinolophus euryale), liliacul mare cu potcoavă (Rhinolophus ferrumequinum), liliacul mic cu potcoavă (Rhinolophus hipposideros)
- nevertebrate (1): Rosalia alpina

Pe lângă speciile protejate, pe teritoriul sitului au mai fost identificate 5 specii de plante, 4 specii de păsări, 1 specie de amfibieni, 9 specii de mamifere, 1 specie de nevertebrate.